# أعمال عنف نواخالي

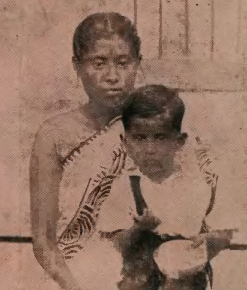
سورابالا ماجومدار زوجة الطبيب الهندوسي براتاب شاندرا ماجومدار الذي قتل في أعمال العنف

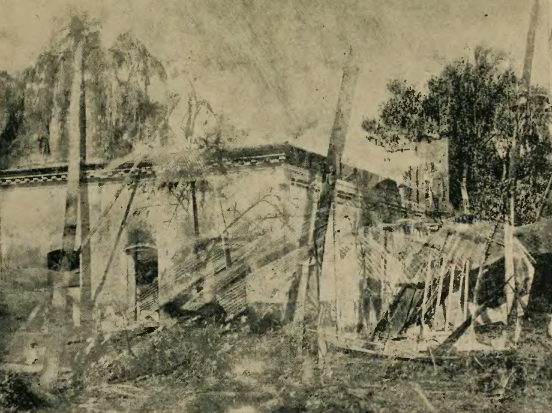
أحد عشرات المنازل الهندوسية التي دمرت في موجة العنف

كانت أعمال عنف نواخالي سلسلة من المذابح شبه المنظمة وعمليات الاغتصاب والاختطاف والاعتناق القسري لهندوس للإسلام ونهبًا وحرقًا قسريًا للملكيات الهندوسية نفذتها جماعات إسلامية في مقاطعات نواخالي في تشيتاغونغ في البنغال (في بنغلاديش اليوم) في أكتوبر- نوفمبر من العام 1946، قبل عام على استقلال الهند عن الحكم البريطاني.
وقد أثرت أعمال العنف تلك على مراكز شرطة رامغانغ وبيغومجانج ورايبور ولاكشميبور وتشاجالنايا وساندويب في مقاطعة نواخالي والمناطق الواقعة تحت مراكز شرطة هاجيجانج وفريدجانج وتشاندبور ولاكشام وتشوداجرام في مقاطعة تيباراه، التي تبلغ مساحتها الإجمالية أكثر من 2000 ميل مربع.
بدأت المذبحة ضد السكان الهندوس في 10 أكتوبر، في يوم كوجاغاري لاكشمي بوجا واستمرت دون انقطاع لمدة أسبوع تقريبًا. تشير التقديرات إلى مقتل 5000 شخص واغتصاب مئات النساء الهندوسيات وإرغام آلاف النساء والرجال الهندوس على اعتناق الإسلام أو القتل. لكن وفقًا لجلسة أسئلة وأجوبة في مجلس البنغال، قال السيد نصر الله، قتل 285 شخصًا في ذلك الحادث.
جرى إيواء ما بين 50 ألف حتى 75 ألف من الناجين في معسكرات الإغاثة المؤقتة في كوميلا وتشاندبور وأغارتالا وأماكن أخرى. وبقي نحو 50 ألف هندوسي محاصرين في المناطق المتضررة تحت رقابة صارمة من المسلمين، حيث لم يكن للإدارة أي سلطة. في بعض المناطق، كان على الهندوس الحصول على تصاريح من القادة المسلمين من أجل السفر خارج قراهم. أرغم الهندوس الذين اعتنقوا الإسلام قسرًا على تقديم تصريحات مكتوبة بأنهم اعتنقوا الإسلام بمحض إرادتهم. في بعض الأحيان، كانوا يتعرضون للحبس في منازل الآخرين ولا يسمح لهم بالتواجد في منازلهم إلا عندما يأتي طرف رسمي للتفتيش. وفقًا لدينيش شاندرا، أُرغم الهندوس على دفع اشتراكات في الرابطة الإسلامية والجزية، وهي ضريبة الحماية التي يدفعها أهل الذمة في الدولة الإسلامية.
وصف هاران تشاندرا غوش تشودهوري، الممثل الهندوسي الوحيد في الجمعية التشريعية البنغالية في منطقة نواخالي، الأحداث على أنها «الغضب المنظم من الغوغاء المسلمين». رفض سياما براساد موكيرجي، النائب السابق لرئيس جامعة كلكتا ووزير مالية البنغال الأسبق، الحجة القائلة بأن أعمال العنف في نواخالي كانت أعمال عنف طائفية عادية. ووصف الأحداث بأنها هجوم مخطط ومنسق على الأقلية من قبل مجتمع الأكثرية.
خيّم مهاتما غاندي في نواخالي لمدة أربعة أشهر وقام بجولة في المنطقة في مهمة لاستعادة السلام والوئام الطائفي. وعلى الرغم من ذلك، فشلت بعثة السلام في استعادة الثقة بين الناجين، الذين لم تنجح محاولة إعادة تأهيلهم بشكل دائم في قراهم. في تلك الآونة، قبلت قيادة الكونغرس تقسيم الهند وجرى التخلي عن مهمة السلام ومعسكرات الإغاثة الأخرى. هاجرت أغلبية الناجين إلى البنغال الغربية وتريبورا وأسام.

## تمهيد
بدأت التوترات الطائفية في نواخالي بعد فترة وجيزة من أعمال العنف الكبرى في كلكوتا بين المسلمين والهندوس. على الرغم من الهدوء، كان التوتر قد بدأ يتصاعد. خلال الأسابيع الستة التي سبقت الاضطرابات في نواخالي، تلقى مقر القيادة الشرقية في كولكاتا تقاريرًا تشير إلى حدوث توتر في المناطق الريفية في مقاطعتي نواخالي وتشيتاغونغ. قام شعراء القرى والمنشدون بتأليف قصائد وقوافي معادية للهندوس تلوها وغنوها في الأسواق وأماكن التجمعات العامة.

### عنف عيد الفطر
في 29 أغسطس، يوم عيد الفطر، تصاعد التوتر إلى أعمال عنف. وانتشرت شائعة تفيد بأن الهندوس كانوا قد كدسوا الأسلحة. تعرضت مجموعة من الصيادين الهندوس للهجوم بأسلحة فتاكة أثناء الصيد في نهر فيني. فقُتل أحدهم وأصيب اثنان بجروح خطيرة. وتعرضت مجموعة أخرى مؤلفة من تسعة صيادين هندوس من شاروريا لاعتداءات عنيفة بأسلحة فتاكة. نُقل سبعة منهم إلى المستشفى. قُتل ديفي براسانا جوها، ابن عضو الكونغرس من قرية بابوبور التابعة لمركز لقسم شرطة رامجانج. وتعرض أحد أشقائه وواحد من خدمه لاعتداء. وأضرمت النيران في مكتب الكونغرس الواقع أمام منزلهم. قُتل تشاندرا كومار كارماكار من مونبورا بالقرب من جامالبور. وقُتل جاميني داي، عامل فندق، بالقرب من غوشباغ. وتعرّض آشو سين من ديفيسينغبور لضرب مبرح عند تاجوميارهات في تشار بارفاتي. وتعرض راجكومار تشودهوري من بانسبارا لهجوم عنيف في طريقه إلى المنزل. نُهبت جميع ممتلكات ست أو سبع عائلات هندوسية في كانور تشار. في كاربارا، دخلت عصابة مسلمة مسلحة بأسلحة فتاكة منزل جاداف ماجومدارونهبت ممتلكات تبلغ قيمتها 1500 روبية. تعرَض ناكول ماجومدار لاعتداء. ونهبت منازل براسانا موهان تشاكرابورتي من تاتارخيل ونابين تشاندرا من ميراليبور ورادا تشاران ناث من لاتيبور. أصيب خمسة من أفراد عائلة ناث في لاتيبور. دُنس معبد آلهة آل هاريندرا جوش من رايبور: ذُبح عجل وألقي داخل المعبد. ودُنس معبد شيفا للدكتور جادوناث ماجومدار بطريقة مماثلة. ودُنست الأضرحة المنزلية الدينية لناجندرا ماجومدار وراجكومار تشودهوري في دادبور وسُرقت الأصنام. وُكسرت تماثيل دورجا إشوار تشاندرا باثاك في كيثوري وكيداريشوار تشاكرابورتي في ميركاتشار وأنانتا كومار دي في أنغرابارا براسانا موهان تشاكرابورتي في تاتارخيل.

### البروباجاندا الطائفية
في عام 1937، انتُخب غلام ساروار حسيني، سليل عائلة بير مسلمة، عن قائمة مرشحي حزب كريشاك براجا ليكون عضوًا في الجمعية البنغالية التشريعية. وعلى الرغم من ذلك، في انتخابات العام 1946، خسر ضد مرشح عن الرابطة الإسلامية. كان والد غلام ساروار وجده من المسلمين الأتقياء وكانا قد عاشا حياة كفّارة. صدف أن عائلتهم كانت خاديم وراثية في ديارا شريف في شيامبور، التي تعتبر مكانًا مقدسًا من قبل كل من المسلمين والهندوس. بعد أعمال شغب يوم الحراك المباشر في كولكاتا، بدأ حسيني بإلقاء خطب استفزازية، محرضًا جموع المسلمين على الانتقام من أعمال الشغب في كولكاتا. في بعض الأماكن، بدأت مقاطعة المتاجر الهندوسية. في منطقتي قسم شرطة رامجانج وبيغومجانج، رفض الملاحون المسلمون نقل المسافرين الهندوس. في الأسبوع الأول من شهر سبتمبر، نهب المسلمون المتاجر الهندوسية في سوق ساهابور. وتعرض الهندوس للسرقة والتحرش حين كانوا عائدين إلى قراهم الأم من كولكاتا لقضاء عطلة بوجا. كانت هناك عمليات متكررة من القتل والنهب والسرقة منذ 2 أكتوبر فصاعدًا.

## الأحداث
بحسب المحافظ بوروز، «السبب المباشر لاندلاع الاضطرابات كان نهب (سوق) بازار في مركز شرطة رامجامج في أعقاب اجتماع شعبي وخطاب استفزازي ألقاه غلام ساروار حسيني». اشتمل ذلك على هجمات على أماكن عمل سوريندرا ناث بوز وراجندرا لال روي تشودهوري، الرئيس الأسبق لحدود المحكمة ضمن القانون في نواخالي وقائد بارز لحزب هندو ماهاسابا.

### العنف
بدأت أعمال العنف في 10 أكتوبر، يوم كوجاغاري لاكشمي بوجا، حين كان الهندوس البنغاليون يقومون بأنشطة تتعلق ببوجا. أصدر غلام ساروار تعليمات لجماهير المسلمين بالسير نحو سوق ساهابور. وصل زعيم الرابطة الإسلامية الآخر، قاسم، إلى سوق ساهابور مع جيشه الخاص، المعروف في تلك الآونة بكاسيمير فوز.
بعد ذلك سار جيش قاسم إلى نارايبور إلى مكتب زامينداري في سوريندراناث باسو. انضم إليه هناك حشد مسلم آخر من كالياناغار. وانضم بعض المستأجرين المسلمين إلى الحشد وهاجموا مكتب زامينداري.
في 11 أكتوبر، هاجم الجيش التابع لغلام ساروار، المعروف بميار فوز، مقر إقامة راجندرالال رويتشودهوري، رئيس رابطة حدود المحكمة ضمن القانون في نواخالي ورئيس حزب هندو ماهاسابا في مقاطعة نواخالي. في تلك الآونة كان سوامي تريامباكاناندا من منظمة بارات سيفاشرام سانغا يتواجد في منزلهم كضيف.